# Henry Phillips
Henry Phillips (1779 -1840) fue un botánico, diseñador paisajista inglés.
Falleció de una enfermedad infecciosa intestinal, a los 61 años. sufriendo de enteritis.

## Algunas publicaciones

### Libros
- 1821. Pomarium Britannicum: An Historical & Botanical Account of Fruits Known in Great Britain. Printed for the author, & sold by T. & J. Allman. 378 pp. Texto en línea

- 1822. History of Cultivated Vegetables dos vols.

- 1823. Sylva Florifera: the Shrubbery Historically and Botanically Treated dos vols.

- 1823. Flora domestica, or the Portable Flower Garden

- 1824. Flora historica

- 1825. Floral Emblems

- 1831. Companion for the Orchard

- Companion for the Kitchen Garden dos vols.
- La abreviatura «Phillips» se emplea para indicar a Henry Phillips como autoridad en la descripción y clasificación científica de los vegetales.[4]